# Fraserov otok
Fraserov otok (eng. Fraser Island; domorodački: K’gari, raj) je najduži pješčani otok na svijetu. Prostire se na 184 000 hektara uz istočnu obalu Australije, 200 km sjeverno od Brisbanea u Queenslandu. Otok je 1992. godine upisan na UNESCO-ov popis mjesta svjetske baštine u Australiji i Oceaniji. Pod zaštitom je vlade Australije koje ga je proglasila nacionalnim parkom – Veliki pješčani nacionalni park (Great Sandy National Park).

## Povijest
Aboridžini su naselili otok prije oko 5 000 godina. Arheološka istraživanja utvrdila su da ih je u početku bilo svega oko 200-300. Zahvaljujući prirodi otoka i njenoj raznovrsnosti, ubrzo su prerasli u populaciju od oko 2 000 do 3 000 članova. Dolazak Europljana donio im je propast i društveni slom. Prvo spominjanje Fraserova otoka datira iz 1770. godine, kada je britanski istraživač, kapetan James Cook plovio duž istočne obale Australije. Cook i njegovi suputnici smatrali su da se radi o poluotoku. Nekoliko godina kasnije istraživač Matthew Flinders (1802.) iskrcao se na njegovu obalu. U njegovom osobnom dnevniku zabilježio je: „...nema veće pustare od ovog poluotoka...“. Ubrzo je napustio otok, ne otkrivši njegove prirodne čari koje su se nalazile samo par kilometara od njega. Početak istraživanja Matthewa Flindersa je značilo početak kraja Aboridžina. Iako Matthew napušta otok ne istražujući ga, ne sluteći što se sve krije u njemu, domoroci ga opažaju.
Današnji naziv otok je dobio nakon jedne tragedije. Kapetan James Fraser i njegova supruga Elise Fraser preživjeli su, 1836. godine, brodolom jedrenjaka Svirling Kasls, nakon čega su dospjeli na ovaj otok. Pripadnici jednog domorodačkog plemena su ih uhvatili i zarobili. Poslije višetjednih mučenja, James umire, a Elise se uspijeva izbaviti iz ruku Aboridžina i poslije šest tjedana provedenih na otoku, napušta ga. To je prouzrokovalo borbe 1840. godine, poslije kojih je život domorodaca osuđen na propast. Aboridžini nisu mogli ništa uraditi sa svojim kopljima, lukovima i strijelama. Jednostavno, europski barut je bio moćniji.
Zbog te tragedije, u znaku kapetana Jamesa, dotadašnji naziv Veliki pješčani otok promijenjeno je u Fraserov otok. Pored ova dva imena, otok ima još jedno domorodačko ime, K’gari – što u prijevodu znači raj. Ovaj naziv još uvijek koriste domorodci.
Od 1904. godine Aboridžini odlaze živjeti u Queenslandu, i drugim dijelovima Australije. Danas, pored stanovanja na kopnu, Aboridžini žive i u K’Gari Campu na Fraserovom otoku, i to u malom broju.

## Odlike

### Klima
Fraserov otok ima suptropsku klimu s umjerenom temperaturom. Prosječna temperatura na obali je između 22 i 28°C u prosincu, a u srpnju ona se kreće između 14 i 21 stupnjeva. Temperature u unutrašnjosti kopna mogu biti ekstremno visoke. Godišnja količina padalina iznosi oko 1200 mm na obali, i oko 1800 mm u unutrašnjosti. Kišoviti period traje od siječnja do ožujka, dok suša prevladava u zimskim i proljetnim mjesecima. Ljetne bure su uobičajene, i obično se javljaju povremeno duž pješčanih obala.

### Reljef
Fraserov otok dugačak je 120, a široko 25 km, njegova površina iznosi oko 184 000 hektara. Masivna pješčana brda izdižu se i do 250 metara iznad nivoa mora, što ovaj otok čini najvišim te vrste u svijetu. Dokazi ukazuju na to da bezbrojne tone pijeska, od kojih je otok nastao, potječe s Velikih razvodnih planina, planinskog lanca koji se prostire duž čitave obale Australije. Tijekom vremena, na tim planinama su obilne padaline prouzrokovale odrone stijena, koje su bujice potom odnosili do rijeka i oceana. Djelovanjem morskih struja, stijene su pretvorene u sitan pijesak koji se postepeno taložio na morskom dnu ka sjeveru. Pijesak se nagomilavao na prostoru ograničenom rtovima i formacijama stijena koje su se izdizale s morskog dna. Tako je nastao Fraserov otok.

### Slatkovodna jezera
Prilično iznenađujuća činjenica je da se širom otoka u udubljenjima i pješčanim dinama nalazi 40 slatkovodnih jezera. Neka od njih su smještena u velikim depresijama na vrhu visokih pješčanih dina. Vodu u njima zadržavaju slojevi, na dnu, sačinjeni od djelomično istrulog lišća, kora i grana.
Na otoku se nalaze i jezera koja su nastala u dinama kod kojih je dno depresije ispod gornjeg nivoa podzemnih voda. Slatka voda podire u udubljenja u dinama, stvarajući bazene s čistom kristalnom vodom koju filtrira pijesak. Voda u jezerima se obnavlja zahvaljujući padalinama čija količina iznosi oko 1 500 mm godišnje. Voda koja ne završi u jezerima ili u pijesku, formira rijeke koje se kreću ka moru. Procjenjuje se da se iz jedne takve rijeke, u Tihi ocean ulijeva više od 5 000 000 litara vode na sat.

### Jedinstvene šume
Zbog obilja vode Fraserov otok je obrastao bujnom vegetacijom. Pješčano tlo je siromašno hranljivim materijama i zato je obično nepogodno za rast prašume. Međutim, Fraserov otok je jedno od nekoliko mjesta na Zemlji gdje prašume bujaju upravo na pješčanom tlu. One su nekada bile toliko guste da su preko 100 godina korištene za proizvodnju građe. Među šumarima su naročito bile cijenjene dvije vrste eukaliptusa i jedna vrsta bora. Drveće koje ovdje raste visoko je i preko 45 m, i dostiže širinu od 2 do 3 metra. Neke vrste drveća, koja su inače pogodne za primjenu u stolarstvu za proizvodnju terpentina, korištene su za izradbu zidova Sueckog kanala. Međutim, danas je na otoku sječa šuma obustavljena zbog masovnog uništavanja drveta koje spada među najkvalitetnije na svijetu.

## Vanjske poveznice
- Službena stranica otoka na Department of Environment and Resource Management (engl.)
- FraserIsland.info (engl.) Iscrpne informacije

### Drugi projekti
|  | Zajednički poslužitelj ima još gradiva o temi Fraserov otok |